# Längnums landskommun
Längnums landskommun var en tidigare kommun i dåvarande Skaraborgs län.

## Administrativ historik
Kommunen inrättades i Längnums socken i Viste härad i Västergötland när 1862 års kommunalförordningar trädde i kraft.
Den 1 januari 1951 (enligt beslut den 10 februari 1950) överfördes till Längnums landskommun från Hyringa landskommun fastigheterna Lekunga Skattegården 1:12-1:15, Hedåker 1:12 och Eneryd 1:4 med 3 invånare och omfattande en areal av 0,13 km², varav allt land.
Vid Kommunreformen 1952 uppgick kommunen i Grästorps landskommun som 1971 ombildades till Grästorps kommun.